# Vaxholm
Vaxholm (tidligere Waxholm) er en svensk by i Stockholms län i Uppland. Det er Vaxholms kommunes administrationscenter og i 2005 havde byen 4.817 indbyggere.  
Vaxholm fik stadsprivilegium i 1652.
- Norrskär, en klassisk Waxholmsbåd
- Vaxholms kastel
- Kirken
- Vaxholms Norrhamn
- Det provisoriske klokketårn